# Josip Klemenčič (učitelj)
Josip Klemenčič, slovenski javni delavec, sadjarski pisec in šolski učitelj, * 1876, Čagona, † 1960, Maribor.

## Življenje
Po končani ljudski šoli v Cerkvenjaku in zaključnem študiju na mariborskem učiteljišču je bil najprej devet let učitelj v domačem kraju, pred prvo svetovno vojno še v Sv. Trojici v Slovenskih goricah, kjer ga je v svojem romanu Kontrolor Škrobar upodobil pisatelj Alojz Kraigher.
Leta 1918 je postal šolski upravitelj na Pobrežju pri Mariboru. Tam se je odlikoval zlasti s svojim javnim delovanjem, ustanovil je ter vodil Pevsko društvo Zarja, ter bil med soustanovitelji pobreškega sokolskega društva.
Leta 1936 je bil upokojen. Umrl je leta 1960.

## Delo
Širši slovenski javnosti je bil znan s svojo strokovno knjigo Sadjarstvo, ki jo je napisal v Cerkvenjaku ter izdal kot trojiški učitelj leta 1909. Delo je bilo namenjeno praktičnemu pouku v šolah in sadjarjem zaradi svoje široke uporabnosti in odličnosti pa ga je leta 1949 v svoji redni knjižni zbirki izdala tudi Mohorjeva družba.

## Vir
- Večer, 1960 1.april
- Bernard Rajh; Marjan Toš, ur. (2001). Podoba kraja Občine Cerkvenjak. Slovenskogoriški forum. COBISS 45861121. ISBN 961-90917-0-1.